# Asterolecaniidae
Asterolecaniidae Berlese, 1898, è una famiglia di insetti appartenente all'ordine dei Rincoti Omotteri, superfamiglia Coccoidea. La famiglia deve il suo nome all'aspetto che conferiscono le emissioni cerose nel genere Asterolecanium, che si dispongono a formare una frangia radiale ai margini del corpo oltre a filamenti riuniti a ciuffi sul dorso.

## Descrizione
Le femmine mostrano una spiccata neotenia: il corpo è morfologicamente indifferenziato, privo di zampe e occhi e con antenne rudimentali. Sul dorso sono in genere presenti pori ceripari che si dispongono a coppie formando strutture morfologiche a forma di otto; nel genere Asterolecanium, questi pori sono distribuiti presso il margine del corpo, da cui la caratteristica disposizione a raggiera delle emissioni cerose. Alcuni generi (Endernia, Frenchia e Grammococcus) sono invece privi dei pori a forma di otto. Sulla parte ventrale sono presenti dotti tubulari invaginati e l'ano è circondato da un anello sclerificato provvisto di peli.
Il corpo è protetto da un robusto scudetto di cera, formato dalle emissioni prodotte da ghiandole tubulari; in alcune specie questo scudetto è traslucido. Le uova vengono lasciate nella camera compresa fra il ventre della femmina e il substrato perciò, nel corso dell'ovideposizione, il corpo della femmina si ritira progressivamente per lasciare lo spazio alle uova.
I maschi, poco frequenti, sono atteri o alati, con addome provvisto di due filamenti cerosi caudali.

## Biologia
Gli Asterolecaniidae sono rappresentati in quasi tutte le principali regioni zoogeografiche e si rinvengono frequentemente su querce, bambù e piante ornamentali. Sono localizzate sulle foglie e sui giovani germogli producendone spesso la deformazione: una caratteristica delle cocciniglie, nella maggior parte della famiglia, è infatti quella di produrre una depressione dei tessuti vegetali nella quale si insediano restando restano infossate. In alcune specie l'attacco produce ipertrofie assimilabili a galle.
Lo sviluppo postembrionale delle femmine si svolge in due stadi di neanide, quello dei maschi in due di neanide e due di ninfa (prepupa e pupa).

## Sistematica
La famiglia comprende circa 230 specie ripartite fra i seguenti generi:
- Abditicoccus
- Amorphococcus
- Asterodiaspis
- Asterolecanium
- Bambusaspis
- Callococcus
- Endernia
- Frenchia
- Grammococcus
- Hsuia
- Hyalococcus

- Liuaspis
- Mycetococcus
- Mycococcus
- Neoasterodiaspis
- Palmaspis
- Pauroaspis
- Planchonia
- Polea
- Pollinia
- Russellaspis
- Sclerosococcus
- Trachycoccus